# 小批量试生产
小批量试生产（英語：Low rate initial production），简称试生产（LRIP），是用于评估军用武器项目的常用术语，用来描述新武器初期的低速制造阶段。在这一阶段中，武器的购买方及用户（如一国的国防当局和相关武装部队）将对武器系统进行长时间彻底测试，以在签订量产合同前确认武器性能满足其要求。同时，制造商可以利用这一阶段测试量产生产线。因此，小批量试生产一般是从生产高度定制、手工制造的原型，转换到最终批量生产的第一步。实际操作中，不论是生产能力还是武器系统自身都可能在试生产阶段有所欠缺，这也意味着由于不成熟的生产线、武器设计的改动等原因，在试生产阶段生产的产品在技术和造价上与量产阶段产品会有显著差别，并且需要大量的手工装配和通常在原型阶段进行的反复试验（trial-and-error）。此外，试生产的花费可能会比量产的高出许多，这是由于试生产的花费不止包括了产品的价格，还包括了科研花费，不过生产商的一大任务就是将这些花费分担在未来的量产中。
这一术语也在武器生产以外的领域使用，如非武器的军用设备项目。
在试生产阶段发现的不成熟的系统设计或者生产方法可能会导致额外的试生产阶段以检验后续更正，或者导致项目终止。美国国会预算局发现美国国防部很难节省项目经费由于大量项目无法从试生产进入到量产阶段。